# Allomengea beombawigulensis
Allomengea beombawigulensis là một loài nhện trong họ Linyphiidae.
Loài này thuộc chi Allomengea. Allomengea beombawigulensis được Namkung miêu tả năm 2002.